# 博通 (公司)
博通（英語：Broadcom Corporation），無廠半導體公司，產品為有线和无线通讯半导体，總部設在美國，現任CEO為出生在馬來西亞檳城的馬來西亞人陈福阳（Hock E. Tan）。
創立於1991年，2016年被安華高科技公司收購。兩間公司合併後，成立博通有限。博通在2006年收入为36.7亿美元，2007年收入為37.8億美元，有2000多项美国专利和800多项外国专利。2010年收入預計達到60億美元以上。也曾經是全球最大的WLAN晶片廠商，現為博通有限的子公司。

## 歷史
1991年，加州大学洛杉矶分校工程学教授山繆利（Henry Samueli）和他的博士班學生尼可拉斯（Henry T. Nicholas III）在美國加州爾灣小鎮創立博通，以開發机顶盒的寬頻通訊晶片為主。2000年網路泡沫化，博通陷入困境，虧損累計共65億美元，股價滑落到十元以下，博通裁掉500名員工。2003年，尼可拉斯離開博通，博通在當年度推出全球第一個802.11b單晶片，又成為任天堂Wii遊戲機无线局域网晶片組的供應商。
2015年5月29日安華高科技以170億美元現金與200億美元的股票合共斥資370億美元併購了博通，博通成為博通有限的子公司。
2020年2月，博通发布了全球首款Wi-Fi 6E客户端设备BCM4389。

## 相關
- 全球二十大半导体厂商